# Johann Wilhelm Ridler
Johann Wilhelm Ridler (* 12. April 1772 in Leitmeritz; † 23. Januar 1834 in Wien) war ein österreichischer Bibliothekar und Herausgeber. 

## Leben
Ridler war ein Sohn des ehemaligen Offizier und Kaufmanns Jakob Hilarius Ridler. Seine Schulzeit absolvierte er in seiner Heimatstadt und ging anschließend nach Prag, um an der Karls-Universität zu studieren; hauptsächlich bei Ignaz Cornova, August Gottlieb Meißner und Karl Heinrich Seibt. 
Durch Vermittlung seiner Dozenten wurde er 1791 Hauslehrer bei einer Wiener Familie. 1795 kam er in gleicher Stellung in den Haushalt des Freiherrn Franz Wilhelm von Natorp (1729–1802). Parallel dazu studierte er an der Universität Wien bei dem Professor für klassische Literatur Franz Hammer (1758–1825). 1804 beendete er seine Tätigkeit als Hauslehrer, da er zum Professor ernannt und als Nachfolger des Philologen Franz Karl Alter berufen wurde. 
Als Wien am 13. November 1805 durch Napoleonische Truppen besetzt worden war, besuchten viele Offiziere seine öffentlichen Vorträge, in denen er sich immer häufiger durch seinen patriotischen Tenor unbeliebt machte. Anfang 1807 berief man Ridler zum Erzieher der Erzherzöge Franz Karl, Ferdinand und Joseph; später auch der Erzherzoginnen Maria Ludovika, Leopoldine und Karoline. 
Dieses Amt legte er 1809 nieder, als er zum Regierungsrat ernannt und der Studien-Hof-Commission zugeteilt wurde. Als 1813 Anton Spendou starb, betraute man Ridler als dessen Nachfolger mit der Leitung der Universitätsbibliothek. Während Ridlers Ägide wuchs der Bücherbestand um ca. 30.000 Bände. 
Johann Wilhelm Ridler starb im Alter von beinahe 62 Jahren am 23. Januar 1834 in Wien und fand dort auch seine letzte Ruhestätte.

## Trivia
- An der Universität Wien war Johann Wilhelm Ridler Franz Grillparzers Dozent und dieser verewigte Ridler als „Rat Rimbold“ in seiner Komödie Die unglücklichen Liebhaber.

## Schriften (Auswahl)
als Autor
- Voltaire. Wien 1810.
- Ferdinand Fürst von Trautmannsdorff. Wien 1811.

als Herausgeber
- Österreichisches Archiv für Geschichte, Erdbeschreibung, Staatenkunde, Kunst und Literatur, Jg. 1–3 (1831–1833)